# Завршне операције за ослобођење Југославије 1945.
Завршне операције Југословенске армије и савезника за ослобођење Југославије обухватају серију војних операција с циљем коначног ослобођења Југославије, а трајале су од 20. марта до 15. маја 1945. године.

## Стање фронта пред почетак операција
Средином марта 1945. између Драве и Јадранског мора протезао се фронт Југословенске армије, који се десним крилом повезивао с Трећим украјинским фронтом Црвене армије на Драви у рејону Барча, у Мађарској, а левим избијао на Јадранско море код Карлобага; немачки фронт на југословенском ратишту ишао је приближно линијом од десне обале Драве (од Доњег Михољца до њеног ушћа) — десном обалом Дунава—Мохово—ушће Дрине—Бијељина—Тузла—Сарајево—Травник—Бања Лука—Босански Нови—Бихаћ—Госпић—Карлобаг.
Немачка група армија „Е“ налазила се крајем марта:
- 15. козачки корпус (1. и 2. козачка дивизија и неколико полицијских батаљона) на десној обали Драве од Вировитице до Чађавице;
- 91. армијски корпус (11. пољска ваздухопловна дивизија и борбене групе „Фишер“ и „Гајгер“) у наставку на десној обали Драве до Даља;
- штаб 91. армијског корпуса пребачен је 10. априла из Нашица у Карловац, а одсек на Драви предат је 34. армијском корпусу;
- 34. армијски корпус (41, 22. немачка, 3. и 12. усташко-домобранска дивизија, немачка 963. тврђавска бригада „Киоц“ и борбена група „Бренер“, усташки здруг „Збор“ и делови белогардијског руског заштитног корпуса на Сремском фронту од села Мохова до ушћа Дрине и на десној обали Саве у рејону Брчког и Бијељине;
- 21. брдски армијски корпус (181. пешадијска, 7. СС и 369. легионарска дивизија, 964. и 969. тврђавска бригада, више полицијских батаљона и батаљон за извиђање, 8, 9. и 15. усташко-домобранска дивизија) у долини реке Босне и ширем рејону Сарајева;
- 15. брдски армијски корпус (373. и 392. немачка легионарска, 104. ловачка и 10. и. 11. усташко-домобранска дивизија) у долини реке Уне, Лици, на Кордуну и у Горском котару;
- 69. армијски корпус (бригаде: „Пластун“, „Југоисток“, борбена група „Хамершмит“ и слабије полицијске јединице) у западној Славонији, Хрватском Загорју и у простору Загреба, Јастребарског, Карловца; главнину 69. армијског корпуса чиниле су усташко-домобранске дивизије: 1. у западној Славонији, 2. у ширем рејону Загреба, 4. у рејону Босанског Брода, Сиска и Петриње, 5. код Бјеловара, 6. у рејону Бање Луке, 7. западно од Брода, 13. код Карловца, 14. на прузи Брод—Загреб, поглавников телесни здруг на простору Загреб, Бјеловар, Вараждин, а Брзи здруг источно од Загреба;
- 97. армијски корпус (188, 237. и 710. дивизија и 24. бригада крашких ловаца) у Истри и Словеначком приморју; у том простору налазиле су се и јаче немачке полицијске снаге, Српски добровољачки корпус, Ђујићева четничка дивизија и неколико италијанских фашистичких пукова; у рејону Марибора налазила се немачка 14. СС рутенска дивизија, а у Штајерској, Корушкој и Горењској 438. дивизија за нарочиту употребу;
- у Словенији су оперисале и јединице словеначког домобранства; морнаричке немачке снаге налазиле су се под командом групе „Југ“ — 11. дивизија за осигурање у Тршћанском и Кварнерском заливу, група џепних подморница и транспортна флотила у подручју Пуле, морнаричка и армијска обалска артиљерија на простору Градеж, Трст, Пула, Ријека, кварнерска острва;
- у простору Добоја налазила се јача група четника Драже Михаиловића; Штаб Врховног команданта Југоистока налазио се у Загребу, коме је био потчињен и 97. армијски корпус из групе армија „Ц“ са фронта у Италији.

## Распоред снага Југословенске армије
План о координацији између Југословенске армије и савезничких армија у Мађарској и Италији утврђен је на састанку између маршала Јосипа Броза Тита и савезничких команданата маршала Фјодора Ивановича Толбухина и фелдмаршала Харолда Александера 24. априла 1945. у Београду. Основну идеју плана за завршне операције дао је Врховни командант Југословенске армије Јосип Броз Тито: пробити немачки фронт у Срему и Лици, а потом, надирањем десним крилом долином Драве ка Корушкој, а левим уз јадранску обалу ка Трсту, Сочи и горњем току Драве, затворити обруч око немачке балканске групације у области Јулијских Алпи и Караванки; истовремено, ради обезбеђења крилних армија, предузети с армијама у центру наступање на северозапад, ка линији Загреб—Карловац и даље према Словенији; јединице у позадини непријатеља нападаће његова упоришта и саобраћај.
Средином марта, снаге Југословенске армије биле су груписане:
- на десном крилу Трећа армија (16, 36. и 51. дивизија) у Барањи и Бачкој, и у оперативном погледу 6. и 10. корпус, који су остали под командом Главног штаба Хрватске до уласка под непосредну команду Штаба 3. армије;
- Прва армија: 1, 5, 6, 11. и 21. дивизија, Коњичка и Инжењеријска бригада, од 3. априла још 2, 17, 42. и 48. дивизија, а од 7. априла и 22. дивизија и тенковска бригада у Срему и Посавини; Југословенско ратно ваздухопловство (11. ловачка и 42. јуришна дивизија) имало је задатак да подржава операције 1. и 3. армије;
- у центру — Друга армија (17, 23, 25, 28. и 45. дивизија, 1, 2. и 3. артиљеријска бригада, Инжењеријска бригада) у источној Босни, и 3. корпус (27. и 38. дивизија), који се од 9. марта налазио у саставу Сарајевске оперативне групе;
- Четврта армија (9, 19, 20. и 26. дивизија, 1. тенковска бригада, Артиљеријска и Инжењеријска бригада и Пук за везу) у северној Далмацији; у оперативном погледу били су јој потчињени: 11, 7. и 9. корпус с тим што су 7. и 9. корпус и даље остали под непосредном командом Главног штаба Словеније, као и јединице 4. оперативне зоне; под команду 4. армије стављена је Поморска команда северног Јадрана са задатком да организује десанте на кварнерска острва, обезбеђује оперативно подручје армије на мору и врши дотур за 4. армију; 17. марта био је формиран Оперативни штаб за ослобођење Сарајева, под чију команду су стављени 2, 3. и 5. корпус и група бригада зеничког сектора.

У позадини немачког фронта оперисали ту 11. корпус (13, 35. и 43. дивизија) у Лици, Горском котару и Жумберку, 7. корпус (15. и 18. дивизија) у Долењској и Белој крајини, 9. корпус (30. и 31. дивизија и дивизија „Гарибалди Натисоне“) у Словеначком приморју, 4. оперативна зона (14. дивизија) у Штајерској и Корушкој, 6. корпус (12. и 40. дивизија) у Славонији и 10. корпус у западној Славонији и северној Хрватској.
Пред 4. армијом налазио се немачки 15. брдски армијски корпус на линији Уна—Удбина—Карлобаг и затварао правац преко Бихаћа и Суње у долину Саве, а преко Лике, Хрватског приморја и Горског котара за Ријеку; био је распоређен у две групе: 373. легионарска и 10. усташко-домобранска дивизија на простору Бихаћ, Доњи Лапац и 392. легионарска и 11. усташко-домобранска на простору Госпић, Карлобаг, Оточац, Јосипдол, Сењ; 4. армија имала је задатак да разбије непријатеља на фронту између горњег тока Уне и Јадранског мора, а потом да што пре продре у Истру и ка Трсту.

## Ослобођење Лике и Хрватског приморја
Напад 4. армије почео је 20. марта ујутро, главним снагама правцем Горњи Лапац—Доњи Лапац—Небљуси према Бихаћу, а помоћним правцем Удбина—Кореница—Пријебој. У борбама 20. и 21. марта 4. армија је разбила непријатељске снаге и ослободила Горњи и Доњи Лапац, Небљусе, Удбину, Мекињар, Подлапац, Бунић, Кореницу, са делом снага форсирала Уну код Мартин Брода и ухватила везу са деловима 4. корпуса. Због могућности да Немци из рејона Бихаћа угрозе десни бок и позадину армије при њеном наступању на северозапад, Штаб 4. армије наредио је да 26. дивизија у садејству са 4. корпусом заузме Бихаћ. У борбама од 22. до 24. марта непријатељске снаге у Бихаћу су биле окружене. У међувремену су Немци упутили окруженим снагама у помоћ 104. ловачку дивизију из Босанске Крупе и јаче снаге 20. ловачког и 4. полицијског пука из 13. усташко-домобранске дивизије из Карловца; 26. дивизија продрла је 25. марта у град, а ноћу 25/26. марта сабила непријатеља на мали простор; до опкољених непријатељских снага, у критичном моменту по њих, пробили су се делови немачке 104. ловачке дивизије, али у наставку уличних борби непријатељске снаге биле су приморане да се ноћу 27/28. марта повуку у правца Острошца, а 26. дивизија и делови 4. корпуса заузели су град.
Операције за ослобођење западне Лике и Хрватског приморја почеле су 4. априла. Тога дана 4. армија је разбила 392. легионарску и 11. усташко-домобранску дивизију на целој ширини фронта од Плитвичких језера до Јадранског мора, са делом снага избила на линију Пријебој—Чудин кланац—Лешће, раздвојила непријатељске снаге у Госпићу од оних у Оточцу, заузела Коњско брдо и Каперановац, Лички Осик, продрла у Госпић, ослободила Сушањ, а ноћу 4/5. априла и Карлобаг; исте ноћи делови 9. дивизије искрцали су се у Дињишкој ували и сутрадан ослободили острво и град Паг. За то време делови 4. корпуса избили су на линију Бриње—Огулин и одсекли непријатељске снаге у Лици од оних у рејору Карловца. У наставку борби делови армија су 6. априла ослободили Оточац, ноћу 7/8. априла Модруш и Јабланац и пресекли комуникацију Сењ—Нови Винодолски, а 10. априла ослободили Јосипдол, Личко Петрово Село и Огулин.

## Продор кроз источну Славонију и северну Босну
Пошто је 1. армија 12. априла у садејству са 3. армијом пробила немачки утврђени фронт у Срему и развила операције према Славонском Броду, Генералштаб је наредио да 4. армија продужи наступање правцем Ријека—Трст и овлада Словеначким приморјем, а 4. корпус и делови 2. и 5. корпуса обезбеђују њен десни бок. У духу наређења Генералштаба 4. армија је наставила наступање, протерала разбијене делове 15. брдског армијског корпуса, ослободила 12. априла острво Раб, 13. априла Тоуњ и Доње Дубраве, а 15. априла Цриквеницу и Нови Винодолски. Док је 4. армија продирала према северозападу, 7. корпус у Долењској и Нотрањској и 9. корпус у Горењској и Словеначком приморју везивали су, дејством на непријатељске комуникације, знатне непријатељске снаге.
На Сремском фронту 1. армија прешла је 12. априла у напад, заузела непријатељски главни утврђени појас и тога дана, поред других места, ослободила Вуковар и Жупању, а 13. априла и Винковце. За то време 3. армија је ноћу 11/12. априла са главним снагама форсирала Драву у рејону Валпова, а помоћним Дунав код Даља, одбацила непријатељске снаге с десне обале, ослободила Нашице и створила брешу у распореду 34. армијског корпуса северно од Ђакова.
Група корпуса (Други, Трећи и Пети) и Групе бригада Зеничког сектора концентрично су напале непријатељске снаге обједињене под командом 21. брдског армијског корпуса у ширем подручју Сарајева и у борбама од 28. марта до 10. априла принудиле их да се повуку према Славонском Броду, ослободиле Сарајево, Високо, Какањ и Бусовачу.
Друга армија наступала је правцем Тузла—Добој, садејствујући, дуж Саве, са 1. армијом, и у борбама 5—6. априла разбила делове 22. немачке и 15. усташко-домобранске дивније, до 10. априла избила пред Добој и овладала десном обалом реке Босне од Модрице до Трбуха, угрозивши одступни правац 21. брдског армијског корпуса; непријатељ је настојао да по сваку цену задржи мостобран код Добоја и омогући 21. брдском армијском корпусу да се повуче ка Славонском Броду. У оштрим борбама од 11. до 17. априла 2. армија је форсирала реку Босну, ослободила Добој и предузела гоњење непријатеља у правцу Дервенте.
Немачки 34. армијски корпус, после повлачења од Нашица, Винковаца и Жупање, посео је линију Ђаково—Стризивојна—Јаруге—река Сава с намером да успори наступање 1. армије и створи потребно време за извлачење 21. брдског армијског корпуса из долине Босне у долину Саве, затим да оба корпуса образују фронт на линији Вировитица—река Илова—ушће Уне. Према директиви Генералштаба Југословенске армије 3. армија је имала да надире ка Вировитици, 1. армија правцем Винковци—Славонски Брод—Новска, а 2. армија десном обалом Саве ка доњем току Уне.
У оштрим борбама 15. и 16. априла 1. армија заузела је Ђаково и тежиште операција пребацила у рејон Плетернице ради дејства у леви бок непријатеља на његовом правцу повлачења Ђаково—Славонски Брод—Батрина. Тешке борбе наставиле су се на целом фронту 1. армије, нарочито у рејону Плетернице, у којима је та армија принудила непријатеља да се, уз знатне губитке, повуче и до 22. априла ослободила Славонски Брод, Плетерницу, Славонску Пожегу и друга места на правцу свог наступања; после тога штаб 1. армије пребацио је главнину својих снага из рејона Славонског Брода у шири рејон Пакраца. Трећа армија је за то време на правцу свог наступања разбила непријатеља на више узастопних положаја и поред других места ослободила Кутјево, Ветово, Ораховицу, Подравску Слатину, а у огорченим борбама од 21. до 28. априла и Вировитицу; 21. априла расформиран је Штаб 6. корпуса, а његове јединице стављене под непосредну команду штаба 3. армије.
После ослобођења Добоја 2. армија приступила је чишћењу планине Мотајице од разбијених четничких група, разбила јачу усташку групу у рејону Босански Шамац, Оџак, Свилај и избила на десну обалу Врбаса; ноћу 22/23. априла делови 2. армије ослободили су Босанску Градишку, пребацили се на леву обалу Саве и 24. априла ослободили Стару Градишку; истога дана штаб армије формирао је Унску оперативну групу дивизија (23, 28, 39. и 34. дивизија), са задатком да очисти долину доњег тока Уне од непријатељских снага, пребаци се у рејон Карловца и нападне град са северозапада, и Карловачку оперативну групу дивизија (3, 4, 10. и 34. дивизија), са задатком да ослободи Карловац. У међувремену делови 5. корпуса ослободили су Бању Луку; у десетодневним операцијама кроз Посавину и Подравину 1. и 3. армија избиле су до линија Стари Градац—Билогора (кота 232)—Зринска—Грубишно Поље—Вуковје—доњи ток реке Уне; 10. корпус ушао је у састав 3. армије.

## Ослобођење Ријеке и Трста
Избијањем у област Ријеке и Делница 4. армија угрозила је позадину групе армија „Ц“ у Италији и залеђе групе армија Б која се повлачила кроз Југославију. Да би зауставио даље надирање 4. армије, непријатељ је организовао фронт на линији Жумберак—Кочевје—Делнице—Краљевица; део фронта од морске обале до Снежника бранио је 97. армијски корпус, а део од Снежника до реке Крке немачке СС и полицијске снаге. Генералштаб Југословенске армије наредио је 20. априла штабу 4. армије да са армијом што брже надире ка Трсту, а Главном штабу Словеније да 9. корпус оријентише такође ка Трсту, штаб 4. армије одлучио се тада да главним снагама изврши пробој непријатељског фронта на линији Ријека—Клана и продужи наступање ка Трсту, са једном дивизијом од Цреса и Лошиња изврши десант у Истру, а са једном дивизијом продре преко Снежника и Илирске Бистрице такође у Истру. Снажним нападом главнине 4. армије са фронта и продорима помоћних снага са севера и југа, армија је успела да до 28. априла окружи 97. армијски корпус, а потом је са групом дивизија (13, 19. и 26. дивизија) приступила његовом уништењу, док је са групом дивизија (20, 29. и 43. дивизија) наставите надирање ка Трсту. До 30. априла јединице 4. армије стегле су обруч око Трста, а 9. корпус је делом снага продро у град, а делом према Монфалконеу (Тржич) и Горици, које је ослободио 1. маја. У борбама јединица 4. армије које су нападале Трст споља и јединица команде града које су дејствовале изнутра, савладан је 1. и 2. маја отпор непријатеља у Трсту, а 3. маја у Опћинама. Истог дана Штаб армије упутио је из Базовице један моторизовани одред правцем Ајдовшчина—Горица—Толмин—Крањска Гора—Филах (Бељак)—Клагенфурт (Целовец) ради пресецања одступнице групи армија „Е“ која се повлачила према Корушкој. На ријечком фронту окружени 97. армијски корпус био је принуђен да 7. маја капитулира у рејону Илирске Бистрице; јединице 7. корпуса су у међувремену ослободиле Кочевје, Готеницу и Грчарице, 1. маја Постојну и више других места, а затим, после дводневних борби на југоисточним прилазима Љубљане, 9. маја ушле у град. Моторизовани одред који је наступао преко Толмина, Кобарида и Бовеца стигао је 8. маја у Крањску Гору, одакле се пребацио у Клагенфурт, где се повезао са јединицама 4. оперативне зоне.

## Ослобођење западне Славоније и средишње Хрватске
После напуштања Славонског Брода све немачке и квислиншке снаге на фронту између Драве и Саве стављене су под команду 21. армијског брдског корпуса; до 26. априла оне су запоселе линију: Драва—Стари Градац—Радотић (15. козачки корпус)—Зринска—Грубишно Поље (22. немачка дивизија)—десна обала реке Илове—Тормашица (369. легионарска и 1. усташко-домобранска дивизија)—Велико Вуковје (7. и 9. усташко-домобранска дивизија)—Марино Село—Јања Липа (181. немачка дивизија)—Бујавица—Нови Грабовац (3. усташко-домобранска дивизија)—Пакленица—Нови Струг (41. немачка дивизија)—Јасеновац (963. немачка тврђавска бригада); у резерви код Кутине налазила се немачка 7. СС дивизија, а у рејону Бјеловара 5. усташко-домобранска дивизија. Пред фронтом 2. армије у доњем току Уне налазиле су се немачка 373. легионарска и 4. усташко-домобранска дивизија. У гоњењу непријатеља Југословенске армије избиле су: 3. армија (51, 36, 32, 33, 16, 17, 12. и 40. дивизија) на линију од Новог Марофа до Ивановог Села на десној обали реке Илове; 1. армија (5, 6. пролетерска, 48, 1. пролетерска, 42, 21. и 11. дивизија) на део фронта Велики и Мали Зденци—река Сава; 2. армија (45, 28, 23. и 39. дивизија) на одсек фронта од Босанске Дубице до Босанског Новог.
У наставку операција 3. армија је од 26. до 30. априла овладала гребеном Билогоре на делу Јасеник—Беденичка и до 5. маја одбацила 15. козачки корпус на линију Лудбрег—Вараждинске Топлице; 1. армија наишла је на Илови на јак отпор непријатеља, али је и поред тога са 6. и 5. дивизијом форсирала Илову и образовала мостобране на одсеку Томашице—Храстовац и код Клокочевца. Међутим, 21. брдски армијски корпус прешао је 28. априла у противнапад на Илови и принудио делове 1. армије да се повуку с њене десне обале, а 30. априла предузео је повлачење према Загребу. Истог дана 1. армија прешла је на целом фронту у гоњење; 2. армија прешла је са Унском оперативном групом дивизија 27. априла у наступање и до 6. маја избила на комуникацију Карловац—Загреб, спречивши немачким снагама да се том комуникацијом из Карловца повуку ка Загребу; Карловачка оперативна група дивизија прикупила се до 29. априла на простору Тоуњ, Огулин, Врбовско, избила 30. априла пред спољну одбрану Карловца, а затим у борбама од 1. до 7. маја ослободила Карловац.
Пошто су немачке и квислиншке снаге пред 1, 2. и 3. армијом и даље настојале да се повуку у Аустрију и предају западним савезницима, Југословенска армија је наставила са гоњењем, а штаб 2. армије, по наређењу Генералштаба Југословенске армије од 7. маја, упутио је истог дана 4, 3, 10. и 23. дивизију десном обалом Саве према Брежицама, Кршком, Новом Месту и Самобору са задатком да пресеку одступницу непријатељским снагама према Аустрији; 45. дивизија продрла је према Загребу, форсирала 8. маја Саву код села Јакушевца и ушла у град, а сутрадан су у Загреб ушле 21. дивизија и делови 1. и 6. пролетерске дивизије из 1. армије.

## Операције 8 — 15. маја
Мада је Немачка 7. маја капитулирала, с тим да се непријатељства обуставе 8. маја у 2 часа, немачке и квислиншке снаге у Југославији нису положиле оружје, него су и даље наставиле са отпором, повлачећи се општим правцем Цеље—Дравоград— Клагенфурт; 1., 2. и 3. армија тежиле су да са јединицама 4. оперативне зоне и Моторизованим одредом 4. армије затворе југословенско-аустријску границу, пресеку непријатељу одступницу и присиле га на капитулацију јужно од Драве и Караванки; 10. маја 1. и 6. пролетерска дивизија заробиле су јачу групу Немаца на Сљемену и у рејону Доњег Буковца, 11. дивизија ЈА разоружала је немачку 41. дивизију у рејону Пољаница, Клањец, а 21. дивизија ЈА део немачке 181. дивизије у рејону села Стара Вас; 4. и 10. дивизија ЈА форсирале су Саву између Брежица и Зиданог Моста и разоружале делове немачке 7. СС дивизије и 373. легионарску дивизију. Наредног дана 36. дивизија заробила је јачу усташко-домобранску групу код Подплата, а 16. дивизија јачу немачку групу код Рогашке Слатине; у међувремену јединице 4. оперативне зоне ослободиле су до 9. маја трбовљански угљени басен и Засавје, Корушки партизански одред ослободио је Ферлах (Боровље) и део Корушке јужно од Драве, и 9. маја ушао у Клагенфурт, спојивши се са Моторизованим одредом 4. армије.
Да би немачке и квислиншке снаге лишио могућности да се долином Драве и преко Словењ Градеца повуку у Аустрију, Штаб 3. армије упутио је 11. маја у рејон Дравограда делове 36. дивизије, 12—13. маја 51. дивизију, 14. маја 12. и 17, дивизију, а 16. дивизију преко Цеља—Љубљане—Крања—Језерског Врха у Корушку и затворио обруч око немачке квислиншке групације на простору Дравоград, Гуштањ, Блајбург (Плиберк), која је 15. маја била принуђена на предају. За то време 3, 4. и 10. дивизија ЈА довршиле су разоружање 7. СС и 373. легионарске дивизије; 5, 11, 39, 45. и 16. дивизија ЈА разоружале су на простору Шентјур, Цеље, Шоштањ немачку 181. и 22. и делове 364. дивизије; јединице 3. армије разоружале су 15. маја и јачу непријатељску групацију у рејону Црна, Межица, Коршак, Кошутник. Операције 1, 2. и 3. армије потпомагала је Група ваздухопловних дивизија (11. ловачка и 42. јуришна дивизија), а операције 4. армије делимично ваздухопловство савезничке команде у Италији. Капитулацијом окупаторске и квислиншке групе јачине од око 30.000 војника у рејону Црна – Межица коначно је био завршен Други светски рат у Југославији.